# Manfred Faschingbauer
Manfred Faschingbauer (...) è un ex sciatore alpino austriaco.

## Biografia
Faschingbauer ai Campionati austriaci 1986 vinse la medaglia di bronzo nella combinata; non parte a rassegne olimpiche o iridate né ottenne piazzamenti in Coppa del Mondo.

## Palmarès

### Campionati austriaci
- 1 medaglia[1]:
  - 1 bronzo (combinata nel 1986)